# Jiří Šťastný
Jiří Šťastný (nacido el 13 de diciembre de 1938 en Praga, Checoslovaquia) es un exjugador checo de baloncesto. Consiguió una medalla de plata en el Eurobasket de Turquía 1959  con Checoslovaquia.